# Basiliek van Sant'Apollinare Nuovo
De basiliek van Sant' Apollinare Nuovo is een kerk in Ravenna in het oosten van Italië. Evenals de andere vroegchristelijke bouwwerken op de Werelderfgoedlijst is ook deze kerk van belang vanwege zijn mozaïeken. De ariaanse koning Theodorik de Grote van de Ostrogoten liet de kerk bouwen in het begin van de 6e eeuw. De kerk was direct naast zijn paleis gelegen. De kerk heeft de opzet van een basilica en was aanvankelijk gewijd aan Christus de Verlosser volgens de ariaanse leer.
In 561 werd de kerk door Justinianus I opnieuw gewijd: onder Byzantijns gezag kreeg de kerk de naam van de anti-ariaanse heilige Martinus van Tours. Toen de relieken van de heilige Apollinaris, de eerste bisschop van Ravenna, in de 9de eeuw naar deze kerk werden overgebracht, kreeg de kerk zijn huidige naam.